# U-87 (1941)
U-87 — средняя немецкая подводная лодка типа VIIB времён Второй мировой войны.

## История
Заказ на постройку субмарины был отдан 9 июня 1938 года. Лодка была заложена 18 апреля 1940 года на верфи Флендер-Верке, Любек, под строительным номером 283, спущена на воду 21 июня 1941 года. Лодка вошла в строй 19 августа 1941 года под командованием оберлейтенанта Иоакима Бергера.

### Флотилии
- 19 августа 1941 года — 30 ноября 1941 года — 6-я флотилия (учебная)
- 1 декабря 1941 года — 4 марта 1943 года — 6-я флотилия

### История службы
Лодка совершила 5 боевых походов. Потопила 5 судов суммарным водоизмещением 38 014 брт.
Повреждена 4 марта 1943 года, в районе с координатами 41°36′ с. ш. 13°31′ з. д. глубинными бомбами с канадского корвета HMCS Shediac и  канадского эсминца HMCS St. Croix. После всплытия подверглась тарану, приведшему к отрыву кормовой части и затоплению. 49 погибших (весь экипаж).

### Волчьи стаи
U-87 входила в состав следующих «волчьих стай»:
- Iltis 9 сентября — 23 сентября 1942
- Rochen 16 февраля — 25 февраля 1943

## Потопленные суда
| Дата           | Тип                | Принадлежность | Дата            | Тоннаж (БРТ) | Груз                                                           | Судьба   | Место                     |
| Cardita        | танкер             | Великобритания | 31 декабря 1941 | 8 237        | 11500 тонн авиационного керосина и уайт-спирта                 | потоплен | 59°18′ с. ш. 12°50′ з. д. |
| Nyholt         | танкер             | Норвегия       | 17 января 1942  | 8 087        | в балласте                                                     | потоплен | 45°46′ с. ш. 54°18′ з. д. |
| Cherokee       | пассажирское судно | США            | 16 июня 1942    | 5 896        | в балласте                                                     | потоплен | 42°25′ с. ш. 69°10′ з. д. |
| Port Nicholson | грузовое судно     | Великобритания | 16 июня 1942    | 8 402        | 1600 тонн запчастей к автомобилям и 4000 тонн военных поставок | потоплен | 23°32′ с. ш. 81°02′ з. д. |
| Agapenor       | грузовое судно     | Великобритания | 11 октября 1942 | 7 392        | 6500 тонн генерального груза, 750 тонн меди                    | потоплен | 6°53′ с. ш. 15°23′ з. д.  |

## Сенсационный клад

Месторасположение Гайаны

В январе 2009 года компания Sub Sea Research объявила о найденном на дне моря в 40 милях у побережья Гайаны судна, потопленного в июне 1942 года немецкой субмариной U-87. Корабль, условно названный «Blue Baron», перевозил драгоценности для оплаты поставок по ленд-лизу, в том числе 70 тонн платины, 10 тонн золота, 5 центнеров промышленных алмазов и 16 миллионов карат бриллиантов, стоимость груза оценивается в 2,6 млрд фунтов стерлингов, то есть находка является крупнейшим кладом в истории.
Sub Sea Research не разглашает информацию о названии и точном местонахождении судна. Основатель компании, Грег Брукс, рассказал, что находка представляет собой британский транспорт, вышедший из одного из европейских портов в США с грузом сокровищ в качестве оплаты за поставки по ленд-лизу, зашедший в один из южно-американских портов, и затонувший на глубине 250 метров в результате попадания двух торпед. Компания претендует на бо́льшую часть клада, однако подъём клада очень сложен, и началу работ будет предшествовать юридическое разбирательство.
В январе 2012 года стало известно, что речь идёт о грузовом судне Port Nicholson, а также о том, что судно на самом деле обнаружено в 50 милях от побережья США. При этом, по сообщениям СМИ, права на найденные драгоценные металлы может заявить какая-нибудь из стран-участниц Ленд-лиза.